# Das Schloß am Abhang
Das Schloß am Abhang ist der Titel eines Kriminalfilms aus der Stuart Webbs-Detektivserie, den Max Obal 1919 für die Stuart Webbs Company Reicher & Reicher (München) und die Bayerische Filmgesellschaft Fett & Wiesel realisierte. Produzent war Ernst Reicher, der auch in der Titelrolle als Gentleman-Detektiv Stuart Webbs zu sehen war.
Der Film war die Fortsetzung des Kriminalfilms Die Brüder von Sankt Parasitus und hieß daher auch Die Brüder von Sankt Parasitus, 2. Teil.

## Handlung
“Webbs verfolgte die Verbrecher, die die reiche Miss Gerdy behufs Erpressung gefangen hielten und eruierte mittels Aeroplan und Brieftauben deren Aufenthalt in dem Schlosse am Abhange. Webbs und dessen zwei Begleiter wurden jedoch durch die Verbrecher mittels einer sinnreichen Rutschvorrichtung an der Haupttreppe in ein Verlies befördert und gefangen. Doch Webbs befreite sich und es gelang ihm, alle Verbrecher mit deren eigener Vorrichtung zu fangen und dieselben einzeln in vorbereitete Säcke rutschen zu lassen.”
(Inhaltsangabe in Paimanns Filmliste Nr. 285, 1919)

## Produktionsnotizen
Der Film hatte drei Akte und war 1015 Meter lang. Das ergibt bei 18 Bildern pro Sekunde eine Vorführdauer von 49' 28". Er wurde im November 1919 im Tauentzienpalast Berlin uraufgeführt.

## Überlieferung
Die im Bundesarchiv vorhandene Kopie (Eingangsnummer: K 134611-2, Archivsignatur: 10872) ist 1013 Meter lang und viragiert.

## Kritik
Der Film wurde besprochen in:
- Der Film No. 45, 1919
- Kinematograph No. 670, 1919
- Paimanns Filmliste Nr. 285, 1919